# Eppstein
Eppstein är en stad i Main-Taunus-Kreis i Regierungsbezirk Darmstadt i förbundslandet Hessen i Tyskland.